# Adenostyles
Adenostyles là một chi thực vật có hoa trong họ Cúc (Asteraceae).
Adenostyles bao gồm các loài được coi là thuộc chi Cacalia. The term was used in 1883 for a genus of Orchidaceae.

## Các loài
Chi Adenostyles gồm các loài:
- Adenostyles alliariae (Gouan) Kern. - Southern, Central and Eastern Europe
- Adenostyles alpina (L.) Bluff & Fingerh. - Central Europe
- Adenostyles australis (Ten.) Iamonico & Pignatti
- Adenostyles briquetii Gamisans - Corsica
- Adenostyles dubia Rchb.f.
- Adenostyles intermedia Hegetschw.
- Adenostyles leucophylla Rchb - Alps

Selected hybrids include:
- Adenostyles × canescens Sennholz
- Adenostyles × eginensis Lagger ex Braun

Selected synonyms include:
- Adenostyles macrophylla (M.Bieb.) Czerep. — synonym of Caucasalia macrophylla (M.Bieb.) B.Nord.
- Adenostyles platyphylloides (Sommier & Levier) Czerep. — synonym of  Caucasalia pontica (K.Koch) Greuter
- Adenostyles rhombifolia (Willd.) Pimenov — synonym of Caucasalia macrophylla (M.Bieb.) B.Nord.
- Adenostyles similiflorus (Kolak.) Konechn. — synonym of Caucasalia similiflora (Kolak.) B.Nord.